# Backlash 2020
Backlash 2020 è stata la quindicesima edizione dell'omonimo pay-per-view prodotto dalla WWE. L'evento si è svolto il 14 giugno 2020 al Performance Center di Orlando (Florida). La location inizialmente prevista era lo Sprint Center di Kansas City (Missouri), ma a causa della pandemia di COVID-19 e delle misure necessarie per farvi fronte l'evento si è svolto con la sola presenza del personale autorizzato al Performance Center di Orlando (Florida).

## Storyline
Dopo essere stato costretto al ritiro nel 2011, Edge ha fatto il suo ritorno dopo nove anni alla Royal Rumble durante l'omonimo incontro, eliminando anche il suo ex compagno di tag team Randy Orton. La sera dopo, a Raw, Edge ha annunciato il suo ritorno come superstar attiva, ma è poi stato attaccato a tradimento da Orton, il quale lo ha colpito con due sedie, infortunandolo gravemente (kayfabe). Nella puntata di Raw del 2 marzo Orton ha anche attaccato la Beth Phoenix, moglie di Edge, con la sua RKO, dopo che questa l'aveva schiaffeggiato. La settimana dopo, a Raw, Edge è tornato attaccando MVP durante il suo V.I.P. Lounge prima dell'arrivo di Orton, il quale è poi fuggito dopo aver tentato una RKO su Edge. Questi ha poi sfidato Orton ad un Last Man Standing match per WrestleMania 36, con Orton che ha accettato. A WrestleMania 36, poi, Edge ha sconfitto Orton dopo un lunghissimo incontro. Nella puntata di Raw dell'11 maggio Edge e Orton hanno avuto un confronto sul ring, e quest'ultimo ha sfidato Edge ad un nuovo incontro a Backlash, sfida accettata poi il 18 maggio, definita come "The Greatest Wrestling Match Ever".
Nella puntata di Raw del 18 maggio il WWE Champion Drew McIntyre ha sconfitto King Corbin mentre Bobby Lashley e MVP assistevano all'incontro. Successivamente, dopo uno scambio di battute su Twitter, è stato annunciato che, a Backlash, McIntyre dovrà difendere il WWE Championship contro Lashley. Questo è stato il primo match di Lashley per il WWE Championship dal 2007 a The Great American Bash.
Nella puntata di SmackDown del 22 maggio l'Universal Champion Braun Strowman ha sconfitto The Miz in un incontro non titolato. Più tardi, nella stessa serata, John Morrison e The Miz hanno sfidato Strowman in un 2-on-1 Handicap match a Backlash con l'Universal Championship in palio. Strowman ha accettato la sfida e l'incontro è stato ufficializzato.
Nella puntata di Raw del 25 maggio si è svolto un Triple Threat match tra l'NXT Women's Champion Charlotte Flair, Natalya e Nia Jax per determinare la sfidante di Asuka per il Raw Women's Championship a Backlash, e a vincere è stata la Jax, guadagnando l'accesso al match contro Asuka.
Durante il suo ritorno, Sheamus, dopo aver sconfitto diversi jobber, aveva l'abitudine di prendersela con Michael Cole poiché menzionava Jeff Hardy durante il commento. Nella puntata di SmackDown dell'8 maggio Sheamus ha avuto un confronto con il rientrante Jeff Hardy, il quale l'ha colpito con la Twist of Fate e poi con una Swanton bomb. Nella puntata di SmackDown del 22 maggio Sheamus è stato sconfitto da Jeff Hardy nei quarti di finale del torneo per la riassegnazione dell'Intercontinental Championship. Nella puntata di SmackDown del 29 maggio Sheamus ha vinto una 10-man Battle Royal per ottenere il posto vacante nelle semifinali del torneo per il vacante Intercontinental Championship eliminando per ultimo Jey Uso; prendendo il posto di Jeff Hardy, arrestato per aver investito Elias (kayfabe), Sheamus è stato sconfitto da Daniel Bryan nella semifinale del torneo a causa della distrazione dello stesso Hardy. Nella puntata di SmackDown Sheamus e Hardy hanno avuto un altro confronto. Hardy ha accusato Sheamus di averlo incastrato, poi c'è stato un confronto fisico tra i due e Sheamus ha infine colpito Hardy con il Brogue Kick sullo stage. Un match tra Jeff Hardy e Sheamus è stato dunque sancito per Backlash.
Nella puntata di Raw dell'11 maggio le rientranti IIconics hanno sconfitto le Women's Tag Team Champions Alexa Bliss e Nikki Cross in un match non titolato. Nella puntata di Raw del 18 maggio le campionesse, tuttavia, hanno difeso con successo i titoli contro le IIconics per squalifica. Nella puntata di Raw del 1º giugno Billie Kay ha sconfitto la Nikki Cross, ottenendo dunque un'opportunità titolata per il suo team. Nella puntata di SmackDown del 5 giugno Bayley e Sasha Banks hanno sconfitto Alexa Bliss e Nikki Cross conquistando il Women's Tag Team Championship. Di conseguenza, è stato sancito un Triple Threat Tag Team match per i titoli di coppia femminili a Backlash.
Nella puntata di Raw del 27 aprile Andrade ha difeso con successo lo United States Championship contro Apollo Crews a causa di un infortunio di questi al ginocchio (kayfabe). Successivamente, nella puntata di Raw del 18 maggio, Apollo Crews e Kevin Owens hanno sconfitto Andrade e Angel Garza, con Crews che ha schienato proprio il campione degli Stati Uniti. Poi, nella puntata di Raw del 25 maggio, Crews ha sconfitto Andrade conquistando lo United States Championship per la prima volta. Nella puntata di Raw del 2 giugno Apollo ha affrontato Kevin Owens per difendere lo United States Championship ma il match è terminato in doppia squalifica a causa dell'intervento di Andrade e Angel Garza; poco dopo, però, Crews e Owens hanno sconfitto Andrade e Garza. Nella puntata di Raw dell'8 giugno Andrade ha sconfitto Angel Garza e Kevin Owens in un Triple Threat match, conquistando l'opportunità di sfidare Apollo Crews a Backlash per lo United States Championship, incontro che si svolgerà nel Kick-off dell'evento.
Nella puntata di Raw del 4 maggio i Viking Raiders hanno sconfitto gli Street Profits, detentori del Raw Tag Team Championship. Da quel giorno, per le successive settimane, i Profits e i Raiders si sono sfidati in una serie di innumerevoli sfide: dal bowling sino ad una gara di danza, il che ha portato ad una situazione di pareggio tra i due team. Il 14 giugno, di conseguenza, è stato sancito che i Profits avrebbero difeso il Raw Tag Team Championship contro i Raiders a Backlash. Tale incontro, tuttavia, non si è svolto, e c'è stato un siparietto tra i due team e Akira Tozawa.

## Risultati
| #       | Match                                                                            | Stipulazioni                                                          | Durata |
| ------- | -------------------------------------------------------------------------------- | --------------------------------------------------------------------- | ------ |
| Kickoff | Apollo Crews (c) ha sconfitto Andrade (con Angel Garza e Zelina Vega)            | Single match per il WWE United States Championship                    | 7:25   |
| 1       | Bayley e Sasha Banks (c) hanno sconfitto Alexa Bliss e Nikki Cross e le IIconics | Triple threat tag team match per il WWE Women's Tag Team Championship | 8:50   |
| 2       | Sheamus ha sconfitto Jeff Hardy                                                  | Single match                                                          | 16:50  |
| 3       | Asuka (c) vs. Nia Jax è terminato in no-contest                                  | Single match per il WWE Raw Women's Championship                      | 8:25   |
| 4       | Braun Strowman (c) ha sconfitto John Morrison e The Miz                          | Two-on-one handicap match per il WWE Universal Championship           | 7:20   |
| 5       | Drew McIntyre (c) ha sconfitto Bobby Lashley (con MVP)                           | Single match per il WWE Championship                                  | 13:15  |
| 6       | Randy Orton ha sconfitto Edge                                                    | Single match                                                          | 44:45  |